# マイケン・ホーゲダル
マイケン・ホーゲダル（Majken Haugedal、1947年3月26日 - ）は、デンマーク・コペンハーゲン出身、アメリカ合衆国PLAYBOY誌1968年10月号のプレイメイト。彼女の中央見開き折込ページ（センターフォールド）は、ポンペオ・ポサル（en:Pompeo Posar）によって撮影された。

## 人物
彼女が13歳の時、マイケンの一家はケベック州に移住した。2人の弟の内1人はデンマーク生まれで、もう1人はカナダで生まれた。マイケンは一時期モントリオールのプレイボーイクラブでバニーガールとして働いていた。
ポサルがプレイメイト・ブックで語ったところによれば、マイケンはコニー・クレスキィと1969年プレイメイト・オブ・ザ・イヤーの称号をめぐって最後まで争っていた。結局クレスキィが勝利を収めたが、マイケンは1984年4月号の「Playmates Forever! Part Two」と題されたグラビアページで再び同誌を彩った。